# Aidia henryi
Aidia henryi är en måreväxtart som först beskrevs av Ernst Georg Pritzel, och fick sitt nu gällande namn av Takasi Yamazaki. Aidia henryi ingår i släktet Aidia och familjen måreväxter. Inga underarter finns listade i Catalogue of Life.